# Phyllogomphoides pacificus
Phyllogomphoides pacificus är en trollsländeart som först beskrevs av Selys 1873.  Phyllogomphoides pacificus ingår i släktet Phyllogomphoides och familjen flodtrollsländor. Inga underarter finns listade i Catalogue of Life.